# Montreuil-Bellay
Pour les articles homonymes, voir Montreuil.
Montreuil-Bellay est une commune française, située sur la rivière Thouet, dans le département de Maine-et-Loire, en région Pays de la Loire.

## Géographie

### Situation
Cette commune angevine du sud-Loire se situe dans le Saumurois. Implantée à l'extrême sud-est du département de Maine-et-Loire, Montreuil-Bellay est limitrophe de la région Nouvelle-Aquitaine et des départements de la Vienne (commune de Pouançay) et des Deux-Sèvres (commune de Saint-Martin-de-Sanzay).
Baignée par le Thouet, Montreuil-Bellay est située au cœur du parc naturel régional Loire-Anjou-Touraine, à moins de 25 kilomètres de Saumur (Maine-et-Loire), Thouars (Deux-Sèvres) et Loudun (Vienne). La commune est également arrosée par un affluent du Thouet, la Losse, ainsi que par l'ancien canal de la Dive.

### Voies de communication et transports
La gare de Montreuil-Bellay est desservie par des trains du réseau TER Nouvelle-Aquitaine qui circulent entre Thouars et Saumur. Au-delà de Thouars, certains trains sont prolongés vers Bressuire, La Roche-sur-Yon ou Les Sables-d'Olonne, et au-delà de Saumur, vers Angers ou Tours.

### Climat
Le climat qui caractérise la commune est qualifié, en 2010, de « climat océanique dégradé des plaines du Centre et du Nord », selon la typologie des climats de la France qui compte alors huit grands types de climats en métropole. En 2020, la commune ressort du type « climat océanique altéré » dans la classification établie par Météo-France, qui ne compte désormais, en première approche, que cinq grands types de climats en métropole. Il s’agit d’une zone de transition entre le climat océanique, le climat de montagne et le climat semi-continental. Les écarts de température entre hiver et été augmentent avec l'éloignement de la mer. La pluviométrie est plus faible qu'en bord de mer, sauf aux abords des reliefs.
Les paramètres climatiques qui ont permis d’établir la typologie de 2010 comportent six variables pour les températures et huit pour les précipitations, dont les valeurs correspondent à la normale 1971-2000. Les sept principales variables caractérisant la commune sont présentées dans l'encadré ci-après.
| Paramètres climatiques communaux sur la période 1971-2000 - Moyenne annuelle de température : 11,9 °C - Nombre de jours avec une température inférieure à −5 °C : 2 j - Nombre de jours avec une température supérieure à 30 °C : 4,9 j - Amplitude thermique annuelle : 14,5 °C - Cumuls annuels de précipitation : 594 mm - Nombre de jours de précipitation en janvier : 10,5 j - Nombre de jours de précipitation en juillet : 6,1 j |

Avec le changement climatique, ces variables ont évolué. Une étude réalisée en 2014 par la Direction générale de l'Énergie et du Climat complétée par des études régionales prévoit en effet que la  température moyenne devrait croître et la pluviométrie moyenne baisser, avec toutefois de fortes variations régionales. La station météorologique de Météo-France installée dans la commune et en service de 1986 à 1998 permet de connaître l'évolution des indicateurs météorologiques. Le tableau détaillé pour la période 1981-2010 est présenté ci-après.
| Mois                                  | jan.             | fév.             | mars            | avril           | mai             | juin            | jui.           | août            | sep.            | oct.            | nov.            | déc.            | année      |
| ------------------------------------- | ---------------- | ---------------- | --------------- | --------------- | --------------- | --------------- | -------------- | --------------- | --------------- | --------------- | --------------- | --------------- | ---------- |
| Température minimale moyenne (°C)     | 2,4              | 2,1              | 4,4             | 5,7             | 9,6             | 12              | 14,2           | 14,2            | 11,1            | 8,9             | 5               | 3,3             | 7,8        |
| Température moyenne (°C)              | 5,3              | 6                | 9               | 10,6            | 15              | 17,6            | 20,2           | 20,5            | 16,7            | 13,4            | 8,5             | 6,1             | 12,4       |
| Température maximale moyenne (°C)     | 8,2              | 9,8              | 13,6            | 15,4            | 20,5            | 23,1            | 26,2           | 26,8            | 22,3            | 17,9            | 12              | 9               | 17,1       |
| Record de froid (°C) date du record   | −14,1 17.01.1987 | −12,8 20.02.1986 | −4,3 04.03.1987 | −2,5 12.04.1986 | 0,8 14.05.1995  | 4,3 07.06.1986  | 7,8 13.07.1993 | 4,6 31.08.1986  | 3,7 29.09.1995  | −3,3 30.10.1997 | −7,5 22.11.1993 | −9,7 30.12.1996 | −14,1 1987 |
| Record de chaleur (°C) date du record | 15,8 13.01.1993  | 20,8 20.02.1998  | 24,7 24.03.1996 | 27,2 30.04.1994 | 31,1 16.05.1992 | 35,3 28.06.1986 | 38 22.07.1990  | 39,2 04.08.1990 | 32,8 19.09.1987 | 28,2 04.10.1986 | 21 03.11.1994   | 18,1 16.12.1989 | 39,2 1990  |
| Précipitations (mm)                   | 54,9             | 45,3             | 42,9            | 51,4            | 50,6            | 35,9            | 47,3           | 39,4            | 46,7            | 65              | 60,2            | 59,9            | 599,5      |

## Urbanisme

### Typologie
Au 1er janvier 2024, Montreuil-Bellay est catégorisée bourg rural, selon la nouvelle grille communale de densité à sept niveaux définie par l'Insee en 2022.
Elle appartient à l'unité urbaine de Montreuil-Bellay, une unité urbaine monocommunale constituant une ville isolée,. Par ailleurs la commune fait partie de l'aire d'attraction de Saumur, dont elle est une commune de la couronne,. Cette aire, qui regroupe 31 communes, est catégorisée dans les aires de 50 000 à moins de 200 000 habitants,.

### Occupation des sols
L'occupation des sols de la commune, telle qu'elle ressort de la base de données européenne d’occupation biophysique des sols Corine Land Cover (CLC), est marquée par l'importance des territoires agricoles (86 % en 2018), en diminution par rapport à 1990 (87,2 %). La répartition détaillée en 2018 est la suivante : 
terres arables (51,5 %), zones agricoles hétérogènes (16,5 %), prairies (10,2 %), cultures permanentes (7,8 %), forêts (6,7 %), zones urbanisées (5,1 %), zones industrielles ou commerciales et réseaux de communication (2,3 %). L'évolution de l’occupation des sols de la commune et de ses infrastructures peut être observée sur les différentes représentations cartographiques du territoire : la carte de Cassini (XVIIIe siècle), la carte d'état-major (1820-1866) et les cartes ou photos aériennes de l'IGN pour la période actuelle (1950 à aujourd'hui).

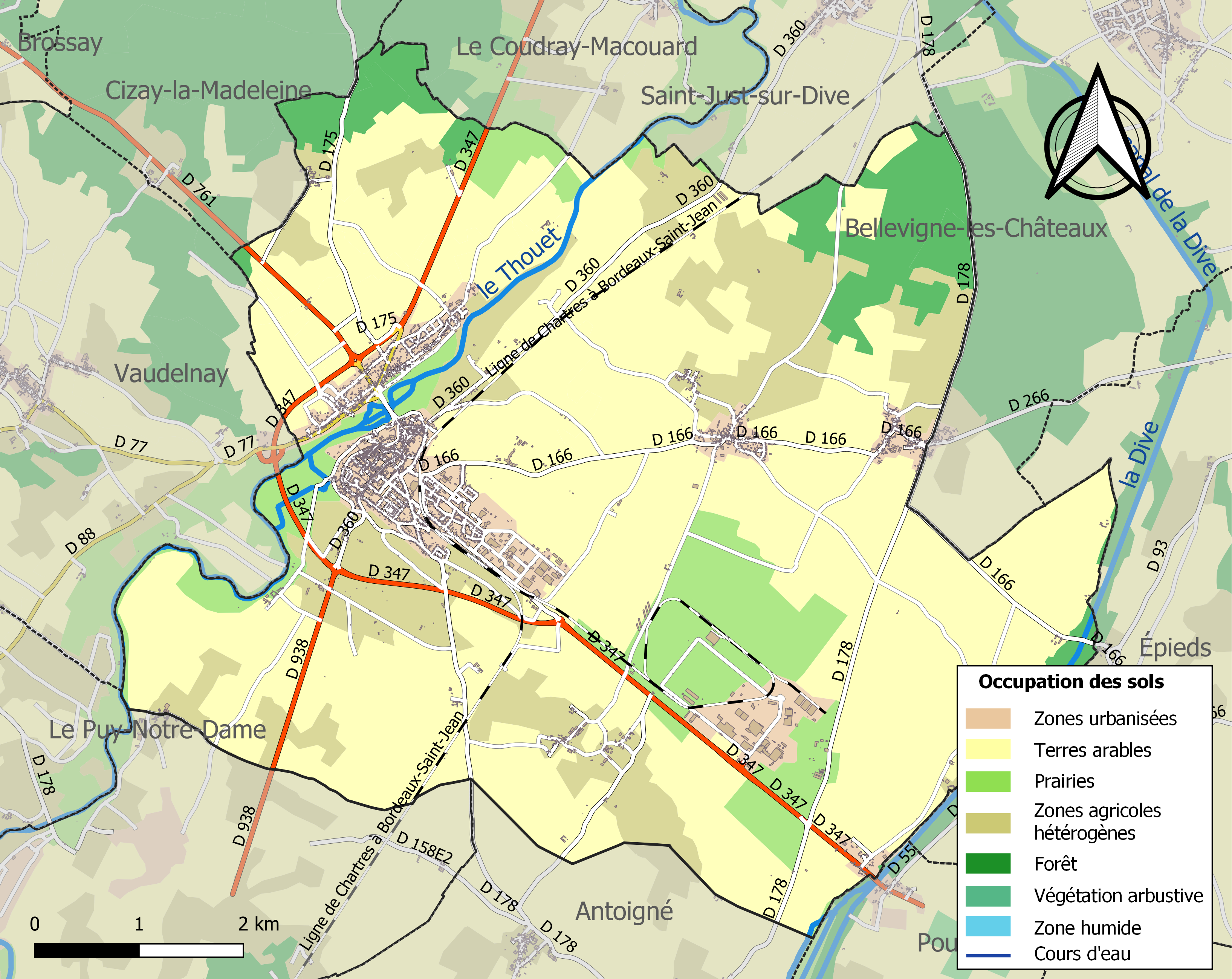
Carte des infrastructures et de l'occupation des sols de la commune en 2018 (CLC).

## Toponymie et héraldique

### Toponymie
Le nom de la localité est attesté sous les formes Monasteriolum en 1048-1060, Musteriolum en 1208. Durant la Révolution, la commune porte le nom de Montreuil-le-Thouet.
Montreuil : du latin monasteriolum qui signifie « petit monastère ».
Bellay : du nom des premiers seigneurs du château, les Berlai, donné en fief au XIe siècle par Foulques Nerra.

### Héraldique
| Montreuil-Bellay | « D'azur à la croix d'or, cantonnée de quatre besants du même ». |

## Histoire
Un petit établissement monastique, probablement à l'origine du nom actuel de la cité, est attesté dès le XIe siècle près d'un gué du Thouet (future ville basse). L'église paroissiale Saint-Pierre y est construite peu après, proche du prieuré Saint-Nicolas dit « Les Nobis » fondé entre 1097 et 1103. Vers 1026, Foulques Nerra établit un donjon, sur les hauteurs, et un fief confiés à son vassal Berlai (qui par déformation deviendra Bellay), prémices de la future ville haute.
Fils de Foulque le Réchin, Foulques V le Jeune devient comte du Maine et d'Anjou  en 1109. Il soumet les vassaux rebelles, prenant plusieurs châteaux dont celui de Montreuil-Bellay en 1124.
Quelques années plus tard éclatèrent des révoltes de barons en Anjou. Il faudra plusieurs années de siège à Geoffroy V d'Anjou, à partir de 1148, pour que tombe la place de Montreuil-Bellay.
La famille Berlai entre plusieurs fois en conflit avec son suzerain et conserve le domaine jusqu'en 1217. Une nouvelle famille s'y installe pendant deux siècles, les Melun-Tancarville, puis les d’Harcourt qui laissent de fortes traces à la ville en achevant, notamment, le château ainsi que l'enceinte fortifiée détruite plusieurs fois auparavant.

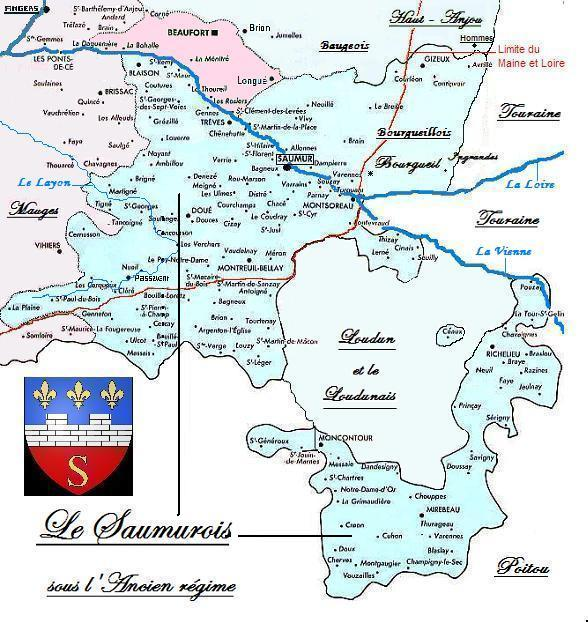
Montreuil-Bellay dans la sénéchaussée de Saumur sous l'Ancien régime.

Montreuil-Bellay fait partie des 32 villes closes de l'Anjou. La ville intra-muros, encore très homogène aujourd'hui, n'évolue que très peu après le XVe siècle.
Sous l'Ancien Régime, Montreuil-Bellay devient le chef-lieu d'une importante élection réunissant 57 paroisses (dont celle de Cholet jusqu'en 1750, date à laquelle Cholet eut son propre subdélégué et des pouvoirs étendus sur l'ensemble des Mauges).
Tout comme le reste de l'Anjou, Montreuil-Bellay fait partie de la généralité de Tours, de l'autorité judiciaire de la sénéchaussée de Saumur et du diocèse de Poitiers sur le plan religieux.
Le commerce jusque-là florissant périclite dès le milieu du XVIIIe siècle, et ce malgré la canalisation du Thouet depuis le XVe siècle.
La maison priorale de la congrégation de Saint-Maur eut pour procureur le philosophe Dom Deschamps, de 1759 à sa mort en 1774.
Le déplacement du centre administratif à Saumur, durant la Révolution française, achève de réduire l'importance commerciale, économique et administrative de la ville, simple chef-lieu de canton depuis 1790.
La ville est prise, provisoirement, par les Vendéens le 8 juin 1793. L'arbre de la Liberté est arraché.
En 1841, la commune de Saint-Hilaire-le-Doyen est intégrée à Montreuil-Bellay.
Il faut attendre la fin du XIXe siècle pour voir une extension de la ville hors de ses murs, le long des routes d'Angers et de Saumur ouvertes dès 1841, ou de celle de Poitiers créée en 1885.
La ville se situe depuis la fin du XIXe siècle sur la ligne de chemin de fer qui relie Tours à La Roche-sur-Yon via Saumur, Thouars, Bressuire, ancienne ligne Paris — Les Sables-d'Olonne très fréquentée, et est donc de ce fait connectée au réseau ferré pour des trajets réguliers vers Paris. Par ailleurs une ligne de tramway existait jusqu'à la Seconde Guerre mondiale entre Montreuil-Bellay et Bressuire via Argenton-Château.

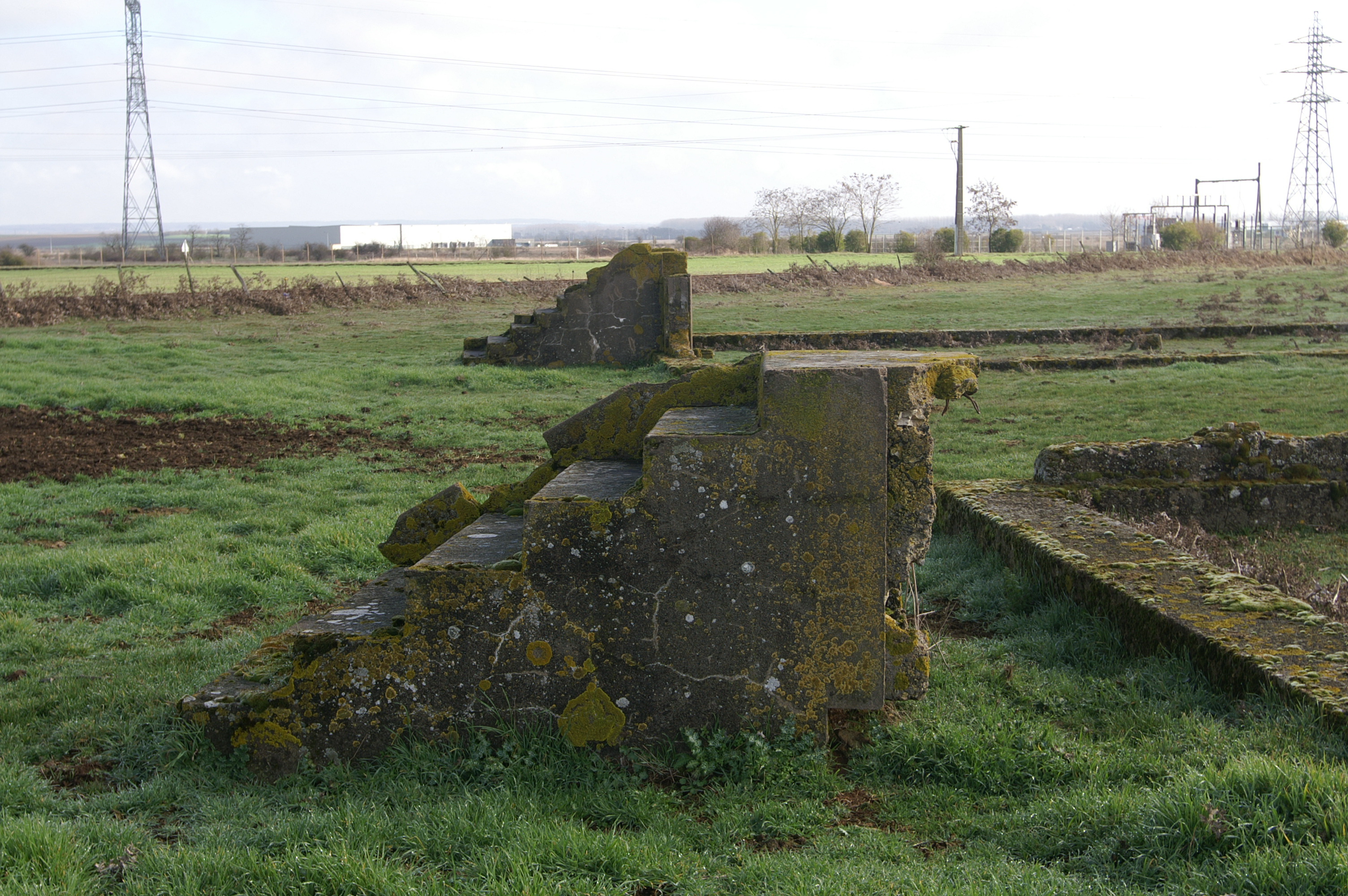
Vestiges du camp de concentration.

Le 23 novembre 1911, un accident ferroviaire se produit sur le territoire communal au point kilométrique (PK) 94,5 de la ligne de Loudun à Angers-Maître-École, sur une section inaugurée en février 1877 et incorporée dès 1878 au réseau de l'État. Un pont sur la rivière Thouet s'est effondré au passage d'un train, faisant quatorze morts. Survenant quatre ans après l'effondrement lui aussi meurtrier d'un autre pont de la même ligne aux Ponts-de-Cé, l'évènement suscita un tollé contre l'État entrepreneur de chemin de fer.
Du 8 novembre 1941 au 16 janvier 1945, la France fit du site de Montreuil-Bellay un camp pour « individus sans domicile fixe, nomades et forains, ayant le type romani ». Ils étaient Manouches, Gitans, Roms, Sintés, et plus généralement Tsiganes. Ce camp était à la base un stalag implanté par les Allemands le 21 juin 1940, et qui fut ensuite géré par le régime de Vichy. En juillet 2010, les ruines de ce camp ont été inscrites au titre des monuments historiques afin d'empêcher leur disparition totale et d'en faire un lieu de mémoire pérenne.
Lors de la première visite présidentielle sur le site de cet ancien camp d’internement, François Hollande a reconnu le 29 octobre 2016 la responsabilité de la France dans l’internement de milliers de Tsiganes par le régime de Vichy et jusqu’en 1946.
« Le jour est venu et il fallait que cette vérité soit dite » a dit le président français. « La République reconnaît la souffrance des nomades qui ont été internés et admet que sa responsabilité est grande dans ce drame », a-t-il poursuivi lors d’une cérémonie d’hommage, où étaient présents plusieurs survivants.
Le 1er janvier 1968 l'ancienne commune de Méron est rattachée à celle de Montreuil-Bellay (fusion simple).

## Politique et administration

### Administration municipale
Montreuil-Bellay est municipalité depuis 1793, et chef-lieu du canton de Montreuil-Bellay de 1793 à 2015.
| Période                                  | Période                   | Identité                        | Étiquette              | Qualité |
| ---------------------------------------- | ------------------------- | ------------------------------- | ---------------------- | --- |
| novembre 1791                            |                           | Dovalle                         |                        | |
| 1792                                     |                           | Moreau                          |                        | |
| janvier 1793                             |                           | Jean-Pierre Gain                |                        | |
|                                          |                           | Estienvrain                     |                        | |
|                                          |                           | François Dreux                  |                        | |
| 1800                                     | octobre 1806              | Jean-Baptiste-Nicolas Toussenel |                        | |
| 1806                                     |                           | Jules-Maximilien Gain           |                        | |
| avril 1815                               |                           | René-Charles Chesneau           |                        | |
| 12 juillet 1815                          |                           | J.-M. Gain                      |                        | |
| 1818                                     |                           | Henri Joly-Canuel               |                        | |
| 1831                                     |                           | François Hamelin                |                        | |
| 27 janvier 1844                          |                           | Gustave Borien                  |                        | |
| 24 septembre 1844                        |                           | François Aubelle                |                        | |
| 3 septembre 1846                         |                           | René Ganne                      |                        | |
| juillet 1852                             | septembre 1852            | Théodore de Crozé               |                        | |
| 1852                                     |                           | Pierre-Brutus Lajouse           |                        | |
| 1853                                     |                           | rené Ganne                      |                        | |
| 1861                                     |                           | Poynot                          |                        | |
| 1865                                     |                           | Charrier                        |                        | |
| 1870                                     |                           | Aubelle                         |                        | |
| 1871                                     |                           | Charles-Louis de Caqueray       |                        | |
| 1878                                     |                           | René Aubelle                    |                        | |
| 1892                                     |                           | Georges de Grandmaison          | Conservateur           | Militaire Député de Maine-et-Loire (1893 → 1933) Sénateur de Maine-et-Loire (1933 → 1941) Conseiller général de Montreuil-Bellay (1898 → 1922) |
| 1908                                     |                           | Gaudrez                         |                        | |
| 1912                                     |                           | Célestin Briand                 |                        | |
| 1919                                     |                           | Gaudrez                         |                        | |
| 1929                                     |                           | Gaston Amy                      |                        | |
| 1945                                     | 1976                      | Louis Trouillard                |                        | |
| 1946                                     | 1956 (démission)          | Casimir Brillat                 |                        | Commerçant |
| 1956                                     | 1965                      | Maurice Doublet                 |                        | |
| mars 1965                                | mars 1975 (démission)     | Edgard Pisani                   | UD-Ve puis MPR puis PS | Haut fonctionnaire Ministre de l'Agriculture (1961 → 1966) Sénateur de Haute-Marne (1954 → 1961 et 1974 → 1981) Député de Maine-et-Loire (1re circ.) (1967 → 1968) Député européen (1979 → 1981) Conseiller général de Montreuil-Bellay (1964 → 1973) |
| mars 1975                                | mars 1989                 | Albert Roux                     |                        | |
| mars 1989                                | avril 2010 (démission)    | Paul Loupias,                   | DVG                    | Enseignant puis inspecteur principal de l’enseignement agricole Vice-président de Saumur Agglomération |
| avril 2010                               | mars 2014                 | Jocelyne Martin                 | DVG                    | Directrice de CFA et CFPPA |
| mars 2014                                | En cours (au 29 mai 2020) | Marc Bonnin,                    | DVD                    | Viticulteur Conseiller délégué à la CA Saumur Val de Loire |
| Les données manquantes sont à compléter. |                           |                                 |                        | |

### Intercommunalité
La commune est membre de la communauté d'agglomération Saumur Val de Loire.

### Autres circonscriptions
Jusqu'en 2014, Montreuil-Bellay est chef-lieu du canton de Montreuil-Bellay, et fait partie de l'arrondissement de Saumur. Ce canton compte alors treize communes. C'est l'un des quarante-et-un cantons que compte le département ; circonscriptions électorales servant à l'élection des conseillers généraux, membres du conseil général du département. Dans le cadre de la réforme territoriale, un nouveau découpage territorial pour le département de Maine-et-Loire est défini par le décret du 26 février 2014. La commune est alors rattachée au canton de Doué-la-Fontaine, avec une entrée en vigueur au renouvellement des assemblées départementales de 2015.

## Population et société

### Démographie

#### Évolution démographique
L'évolution du nombre d'habitants est connue à travers les recensements de la population effectués dans la commune depuis 1793. Pour les communes de moins de 10 000 habitants, une enquête de recensement portant sur toute la population est réalisée tous les cinq ans, les populations de référence des années intermédiaires étant quant à elles estimées par interpolation ou extrapolation. Pour la commune, le premier recensement exhaustif entrant dans le cadre du nouveau dispositif a été réalisé en 2008.

En 2022, la commune comptait 3 716 habitants, en évolution de −4,79 % par rapport à 2016 (Maine-et-Loire : +2,12 %, France hors Mayotte : +2,11 %).
| 1793  | 1800  | 1806  | 1821  | 1831  | 1836  | 1841  | 1846  | 1851  |
| ----- | ----- | ----- | ----- | ----- | ----- | ----- | ----- | ----- |
| 2 000 | 1 614 | 1 765 | 1 480 | 1 907 | 1 870 | 2 013 | 2 013 | 1 971 |

| 1856  | 1861  | 1866  | 1872  | 1876  | 1881  | 1886  | 1891  | 1896  |
| ----- | ----- | ----- | ----- | ----- | ----- | ----- | ----- | ----- |
| 2 008 | 2 015 | 2 055 | 1 889 | 1 906 | 2 071 | 2 048 | 2 104 | 2 011 |

| 1901  | 1906  | 1911  | 1921  | 1926  | 1931  | 1936  | 1946  | 1954  |
| ----- | ----- | ----- | ----- | ----- | ----- | ----- | ----- | ----- |
| 2 082 | 2 206 | 2 227 | 2 153 | 2 123 | 2 113 | 2 237 | 2 265 | 2 221 |

| 1962  | 1968  | 1975  | 1982  | 1990  | 1999  | 2006  | 2008  | 2013  |
| ----- | ----- | ----- | ----- | ----- | ----- | ----- | ----- | ----- |
| 2 349 | 3 086 | 3 989 | 4 093 | 4 041 | 4 112 | 4 060 | 4 029 | 4 030 |

| 2018  | 2022  | - | - | - | - | - | - | - |
| ----- | ----- | - | - | - | - | - | - | - |
| 3 740 | 3 716 | - | - | - | - | - | - | - |

#### Pyramide des âges
En 2018, le taux de personnes d'un âge inférieur à 30 ans s'élève à 32,5 %, soit en dessous de la moyenne départementale (37,2 %). À l'inverse, le taux de personnes d'âge supérieur à 60 ans est de 31,6 % la même année, alors qu'il est de 25,6 % au niveau départemental.
En 2018, la commune compte 1 806 hommes pour 1 934 femmes, soit un taux de 51,71 % de femmes, légèrement supérieur au taux départemental (51,37 %).
Les pyramides des âges de la commune et du département s'établissent comme suit.
| Hommes | Classe d’âge | Femmes |
| ------ | ------------ | ------ |
| 0,9    | 90 ou +      | 2,9    |
| 9,8    | 75-89 ans    | 12,0   |
| 17,5   | 60-74 ans    | 19,8   |
| 20,7   | 45-59 ans    | 20,1   |
| 15,9   | 30-44 ans    | 15,1   |
| 17,8   | 15-29 ans    | 14,5   |
| 17,3   | 0-14 ans     | 15,6   |

| Hommes | Classe d’âge | Femmes |
| ------ | ------------ | ------ |
| 0,9    | 90 ou +      | 2,1    |
| 7      | 75-89 ans    | 9,5    |
| 16,2   | 60-74 ans    | 16,9   |
| 19,4   | 45-59 ans    | 18,7   |
| 18,2   | 30-44 ans    | 17,5   |
| 18,8   | 15-29 ans    | 17,6   |
| 19,5   | 0-14 ans     | 17,6   |

### Enseignement
Sont présents sur le territoire communal :
- quatre écoles primaires (trois écoles publiques et une école privée) ;
- le collège public Calypso ;
- le lycée professionnel agricole et le centre de formation d'apprentis Edgard-Pisani ;
- la maison familiale rurale La Rousselière.

### Services
Montreuil-Bellay dispose d'un centre de secours, d'une gendarmerie et d'un bureau de poste. Au niveau des services à la personne, on y trouve une maison de retraite, une maison familiale, une crèche 1 2 3 soleil et une médiathèque municipale.
Montreuil-Bellay possède deux campings ainsi qu'une aire de service pour camping-cars.

### Animations
Dans son palmarès 2010, le Conseil National des Villes et Villages Fleuris de France a attribué trois fleurs à la commune au Concours des villes et villages fleuris.
Au mois d'août, le concours des peintres dans la ville prend place le long du Thouet.

## Économie
Sur 344 établissements présents dans la commune à fin 2010, 16 % relèvent du secteur de l'agriculture (pour une moyenne de 17 % dans le département), 11 % du secteur de l'industrie, 6 % du secteur de la construction, 54 % de celui du commerce et des services et 13 % du secteur de l'administration et de la santé. Cinq ans plus tard, en 2015, sur les 343 établissements présents, 13 % relèvent du secteur de l'agriculture (pour une moyenne de 11 % dans le département), 10 % du secteur de l'industrie, 7 % de celui de la construction, 55 % du secteur du commerce et des services et 15 % de celui de l'administration et de la santé.

## Culture locale et patrimoine

### Lieux et monuments

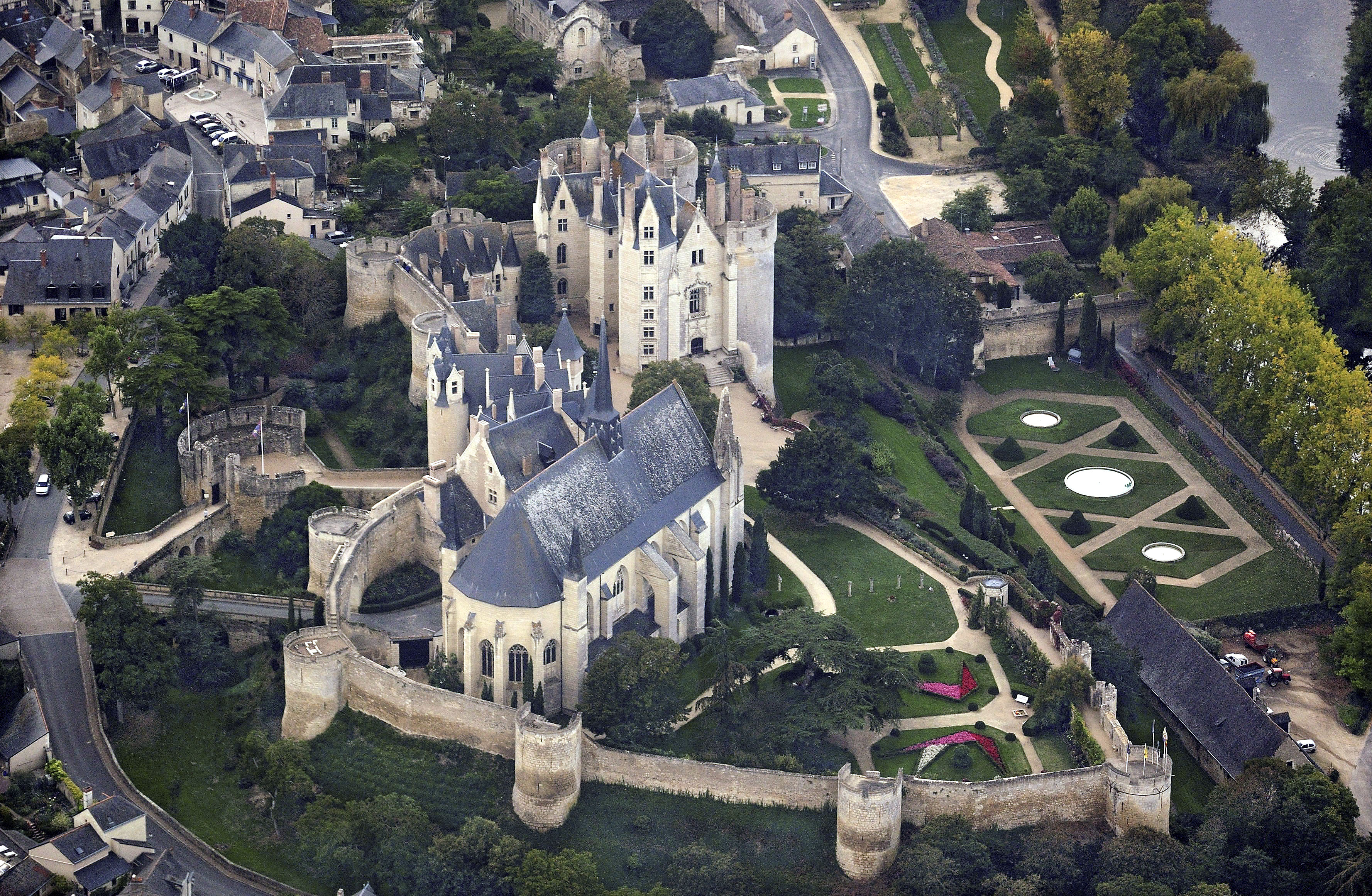
Vue aérienne du château de Montreuil-Bellay.

La commune de Montreuil-Bellay comporte 18 inscriptions au Patrimoine, dont 17 monuments historiques.

#### Sites classés ou inscrits
- Ancien couvent des Augustins, du XVIIe siècle, classé monument historique en 1989 pour l'église, le reste des bâtiments étant inscrit la même année[43].
- Ancien hôpital Saint-Jean, du XVe siècle, classé en 1967[44].
- Ancien hôtel rue Nationale, des XVIe au XIXe siècle, inscrit en 1970[45].
- Ancien presbytère de l'église Sainte-Catherine, des XVe et XVIIe siècles, inscrit en 1972[46].
- Ancien prieuré des Nobis, prieuré de bénédictins, de mauristes dit les Nobis, du XIIe au XVIIIe siècle, ses origines très anciennes en font un des plus vieux établissements monastiques de la vallée de la Loire, classé en 1974 pour les ruines de l'église Saint-Pierre et du cloître, le reste des bâtiments étant inscrit[47].
- Château de Montreuil-Bellay[48], des XIe, XIIIe, XIVe et XVIIe siècles, classé en 1979[49].
- Église paroissiale Notre-Dame (ancienne chapelle du château), du XVe siècle, classée en 1907[50].
- Enceinte fortifiée de la ville, du XVe siècle, classée en 1996, y compris la porte Saint-Jean, classée sur la liste de 1889[51]
- Le Thouet et ses abords, site protégé inscrit le 22 mars 1943.
- Menhir de l'Accomodement, néolithique, inscrit en 1967[52].
- Menhir de la Pierre de Lenay, néolithique, classé en 1911[53].
- Moulin du Boëlle, du XVe siècle, inscrit en 1986[54].
- Porte du Moulin, des XIVe et XVe siècles inscrite en 1976[55].
- Maison dite « la Minotière », du XVIIIe siècle, inscrite en 1976[56].
- Porte de Ville dite « Porte Nouvelle », classée en 1922[57].
- Vestiges du camp d'internement des tziganes, inscrit le 8 juillet 2010.
- Zone de protection du patrimoine architectural, urbain et paysager (ZPPAUP), créée le 11 mai 2001.

#### Autres sites inventoriés
- Ferme semi-troglodytique, rue de la Basse-Ardenne, des XVIIe et XVIIIe siècles.
- Plusieurs fermes et maisons des XVe, XVIe, XVIIe et XVIIIe siècles.
- Maison troglodytique, rue du Prés-aux-Iles.
- Manoir Saint-Christophe dit « manoir l'Ardiller », des XVe, XVIIe et XVIIIe siècles.
- Moulin du Château, à eau[Quoi ?], du XVe siècle.
- Proto-écluse ou bassin à portes marinières près du moulin de La Salle, sur le Thouet, en aval de la ville.
- Réserve naturelle régionale Champagne de Méron.

### Personnalités liées à la commune
- Olive-Charlier Vaslin (1794-1889), violoncelliste, professeur de violoncelle au Conservatoire de Paris, est né à Montreuil-Bellay.
- Victor Louis Gain, homme politique né le 5 novembre 1799 à Montreuil-Bellay et décédé le 6 mars 1878 à Angers.
- Alphonse Toussenel (1803-1885), écrivain et journaliste français, est né à Montreuil-Bellay.
- Charles Dovalle (1807-1829), poète français, est né à Montreuil-Bellay.
- Edgard Pisani (1918-2016), homme politique français, plusieurs fois ministre, maire de la commune de 1965 à 1974.
- Régis Laguesse, (1950-), footballeur puis entraîneur français, né à Montreuil-Bellay.